# Isabel Gemio
Isabel Gemio Cardoso (Alburquerque, Badajoz, 15 de Janeiro de 1961) é uma apresentadora e jornalista espanhola.
Começou na  Radio Extremadura, e mais tarde na Radio Barcelona como  Isabel Garbí. O seu debut na televisão foi com Los Sabios  (TVE, 1983)

## Prêmios
- TP de Oro (1994) Melhor Apresentadora ,Lo que necesitas es amor.
- TP de Oro (1996) Melhor Apresentadora , Sorpresa ¡Sorpresa!.
- Garbanzo de Plata (1996)
- Micrófono de Plata (2005) , Te doy mi palabra.
- Antena de Oro (2006) , Te doy mi palabra.

## TV
- Los Sabios (1983-1984) TVE.
- Tal Cual (TVE) (1989) TVE.
- 3X4 (1989-1990) TVE.
- Arco de Triunfo (1991) TVE.
- Juegos sin fronteras (1991) TVE.
- Acompáñame (1992) TVE.
- Lo que necesitas es amor (1993-1994) Antena 3.
- Esta noche, sexo (1995) Antena 3.
- Hoy por ti (1996) Antena 3.
- Sorpresa ¡Sorpresa! (1996-1998) Antena 3.
- Hablemos claro (1999-2000) Canal Sur.
- Noche y día (2001) Antena 3.
- De buena mañana (2002) Antena 3.
- Hay una carta para ti (2002-2004) Antena 3.
- Sorpresa ¡Sorpresa! (2007) Antena 3.
- Cuéntaselo a Isabel (2008-) Canal Extremadura TV.

## Rádio
- Radio Extremadura
- Radio Barcelona: La chica de la radio, Cita a las cinco,  El Diván…
- Cadena Rato
- Radio Nacional de España